# Disco D
Disco D, właśc. David Aaron Shayman (ur. 21 września 1980 w St. Louis, zm. 23 stycznia 2007 w Waszyngtonie) – amerykański producent muzyczny i kompozytor hiphopowy, współpracował między innymi z 50 Centem, Kevinem Federlinem, Crime Mob, Trick Daddym, Lil' Scrappy, Pharrelem Wiliamsem i Pitbulem, tworzył także muzykę do reklam i programów telewizyjnych.
Dzieciństwo spędził w Detroit, pracował w Nowym Jorku. Muzyk zmarł śmiercią samobójczą, przyczyną była prawdopodobnie depresja, na którą cierpiał. 

## Dyskografia
- Detroit Zoo Disco D vs. Paradime (2000)
- Straight Out Tha Trunk (2001)
- Booty Bar Anthem EP (2002)
- A Night at the Booty Bar (2003)